# Јур на Хрону
Јур на Хрону (слч. Jur nad Hronom) насељено је мјесто са административним статусом сеоске општине (слч. obec) у округу Љевице, у Њитранском крају, Словачка Република.

## Становништво
| Година:    | 1994. | 2004.   | 2014.   | 2024.   |
| ---------- | ----- | ------- | ------- | ------- |
| Број људи: | 939   | 944     | 954     | 984     |
| Разлика:   |       | +0,53 % | +1,05 % | +3,14 % |

| Година:    | 2023. | 2024.   |
| ---------- | ----- | ------- |
| Број људи: | 985   | 984     |
| Разлика:   |       | -0,10 % |

Према подацима о броју становника из 2011. године насеље је имало 916 становника.